# Vanessa Gonçalves
Vanessa Andrea Gonçalves Gómez (Baruta, 10 de fevereiro de 1986) é  uma modelo venezuelana e vencedora do título de Miss Venezuela 2010, representado o estado de Miranda.
Vanessa obteve o título de Miss Venezuela 2010 em 28 de outubro de 2010, em concurso realizado na cidade de Maracaibo.

## Biografia
Filha de portugueses, Vanessa nasceu na cidade de Baruta. Desde criança estudou no colégio San Luís de El Cafetal, onde, posteriormente, obteve seu título de bacharel ao se formar no curso de Odontologia na Universidade Santa María e onde obteve o título de odontóloga com formação em Odontologia Estética. 
A família de Vanessa é originaria de Portugal. Seu pai, Antonio Gonçalves Ferreira é um comerciante oriundo de Funchal e sua mãe, Ivón María Gomes é filha de portugueses. Vanessa competiu no concurso Miss Universo 2011, realizado em São Paulo, no dia 12 de Setembro de 2011, sendo uma das 16 semifinalistas. Vanessa, além de seu idioma natal, o Espanhol, também é fluente em Português.